# موزه ملی مالی

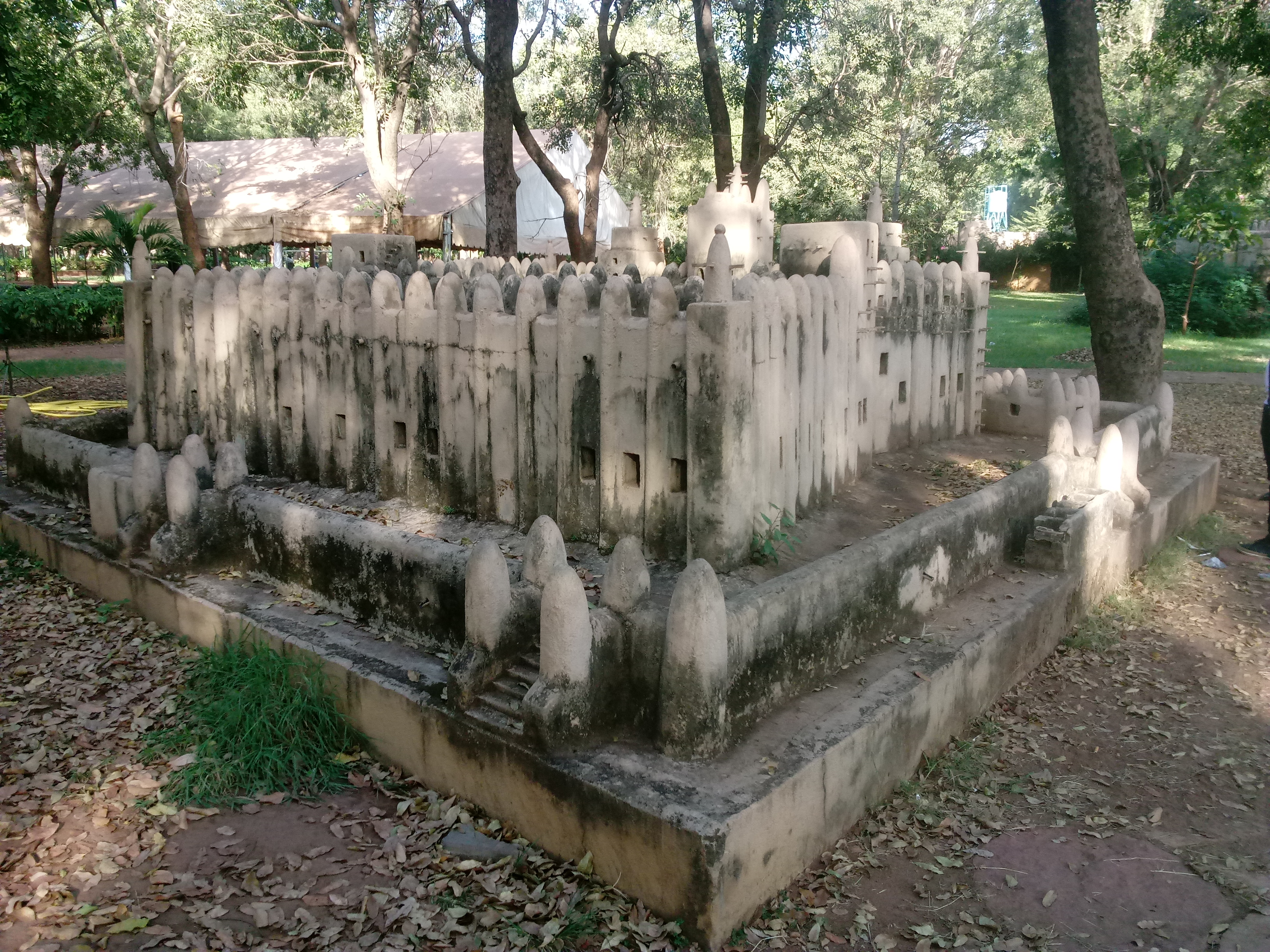
نمایی مینیاتوری از مسجد تومبوکتو در مالی.

موزهٔ ملی مالی (به فرانسوی: Musée national du Mali) مجموعه‌ای از گنجینهٔ آثار تاریخی مالی است که در شهر باماکو قرار دارد.
بنیاد آقاخان هزینهٔ ساخت لابراتوار نگهداری و حفظ آثار موزه ملی مالی را پرداخته است.